# 露脊鯨岩
54°14′S 36°24′W / 54.233°S 36.400°W
露脊鯨岩（英語：Right Whale Rocks），是南極洲的岩石，位於南喬治亞群島，處於巴爾夫角以北0.5公里的昆伯蘭灣入口處東部，該岩石由英國海外領土管轄。